# Lucídio Batista da Silva
Lucídio Batista da Silva, mais conhecido como Cabeçao, (Rio de Janeiro, 25 de novembro de 1919 — São Paulo, 4 de agosto de 2005) foi um futebolista brasileiro que atuou como ponta-direita.

## Carreira
Entre 1941 e 1944, jogou no SE Palmeiras, time no qual marcou 34 gols em 53 partidas. Em seguida, jogou no Peñarol de Montevidéu.
Em 1947, foi contratado pelo FC Barcelona, com base no parecer do treinador uruguaio Enrique Fernández, tornando-se o primeiro jogador brasileiro a jogar uma partida oficial com o Barça.

## Títulos
Palmeiras
- Campeonato Paulista: 1942

Barcelona
- La Liga: 1948[4]